# Arano
Arano là một đô thị trong tỉnh và cộng đồng tự trị Navarre, Tây Ban Nha. Đô thị này có diện tích là 13,3 ki-lô-mét vuông, dân số năm 2007 là 127 người.
Đô thị nằm ở độ cao m trên 440 mực nước biển.

## Biến động dân số
| Biến động dân số                                      | Biến động dân số | Biến động dân số | Biến động dân số | Biến động dân số | Biến động dân số | Biến động dân số | Biến động dân số | Biến động dân số | Biến động dân số | Biến động dân số |
| 1996                                                  | 1998             | 1999             | 2000             | 2001             | 2002             | 2003             | 2004             | 2005             | 2006             | 2007             |
| ----------------------------------------------------- | ---------------- | ---------------- | ---------------- | ---------------- | ---------------- | ---------------- | ---------------- | ---------------- | ---------------- | ---------------- |
| 154                                                   | 141              | 143              | 151              | 144              | 146              | 141              | 141              | 143              | 141              | 127              |
| Sources: Arano et instituto de estadística de navarra |                  |                  |                  |                  |                  |                  |                  |                  |                  |                  |